# Hackelia
Genre
Synonymes
- Austrocynoglossum Popov ex R.R. Mill[2]

Hackelia est un genre de plantes de la famille des Boraginaceae.

## Liste d'espèces
Selon BioLib (15 août 2017) :
- Hackelia amethystina J.T. Howell
- Hackelia bella (J.F. Macbr.) I.M. Johnston
- Hackelia besseyi (Rydb.) J.L. Gentry
- Hackelia brevicula (Jepson) J.L. Gentry
- Hackelia californica (Gray) I.M. Johnston
- Hackelia ciliata (Dougl. ex Lehm.) I.M. Johnston
- Hackelia cinerea (Piper) I.M. Johnston
- Hackelia cronquistii J.L. Gentry
- Hackelia cusickii (Piper) Brand
- Hackelia davisii Cronq.
- Hackelia deflexa (Wahlenb.) Opiz
- Hackelia diffusa (Lehm.) I.M. Johnston
- Hackelia floribunda (Lehm.) I.M. Johnston
- Hackelia gracilenta (Eastw.) I.M. Johnston
- Hackelia hintoniorum (B. L. Turner) Sutorý
- Hackelia hirsuta (Woot. & Standl.) I.M. Johnston
- Hackelia hispida (Gray) I.M. Johnston
- Hackelia ibapensis L. & J. Shultz
- Hackelia micrantha (Eastw.) J.L. Gentry
- Hackelia mundula (Jepson) Ferris
- Hackelia nervosa (Kellogg) I.M. Johnston
- Hackelia ophiobia R.L. Carr
- Hackelia patens (Nutt.) I.M. Johnston
- Hackelia pinetorum (Greene ex Gray) I.M. Johnston
- Hackelia setosa (Piper) I.M. Johnston
- Hackelia sharsmithii I.M. Johnston
- Hackelia ursina (Greene ex Gray) I.M. Johnston
- Hackelia velutina (Piper) I.M. Johnston
- Hackelia venusta (Piper) St. John
- Hackelia virginiana (L.) I.M. Johnston

Selon Catalogue of Life (15 août 2017) :
- Hackelia amethystina Howell
- Hackelia bella (J.F. Macbr.) I. M. Johnst.
- Hackelia besseyi (Rydb.) J.L. Gentry
- Hackelia bhutanica R.R. Mill
- Hackelia brachytuba (Diels) I. M. Johnst.
- Hackelia brevicula (Jepson) J.L. Gentry
- Hackelia californica (A. Gray) I. M. Johnst.
- Hackelia ciliata (Dougl. ex Lehm.) I. M. Johnst.
- Hackelia cinerea (Piper) I. M. Johnst.
- Hackelia cronquistii J.L. Gentry
- Hackelia cusickii (Piper) A. Brand
- Hackelia davisii Cronquist
- Hackelia deflexa (Wahlenb.) Opiz
- Hackelia difformis (Y. S. Lian & J. Q. Wang) Riedl
- Hackelia diffusa (Dougl. ex Lehm.) I. M. Johnst.
- Hackelia floribunda (Lehm.) I. M. Johnst.
- Hackelia gracilenta (Eastw.) I. M. Johnst.
- Hackelia hintoniorum (B.L.Turner) Sutorý
- Hackelia hirsuta (Woot. & Standl.) I. M. Johnst.
- Hackelia hispida (A. Gray) I. M. Johnst.
- Hackelia ibapensis L. Shultz & J. Shultz
- Hackelia leonotis I. M. Johnst.
- Hackelia meeboldii Brand
- Hackelia mexicana (Cham. & Schltdl.) I. M. Johnst.
- Hackelia micrantha (Eastwood) J.L. Gentry
- Hackelia mundula (Jepson) Ferris
- Hackelia murgabica Chukavina
- Hackelia nervosa (Kellogg) I. M. Johnst.
- Hackelia obtusifolia R.R. Mill
- Hackelia ophiobia R.L. Carr
- Hackelia patens (Nutt.) I. M. Johnst.
- Hackelia pinetorum (Greene ex Gray) I. M. Johnst.
- Hackelia popovii Chukavina
- Hackelia rattanii (A. Brand) A. Brand
- Hackelia revoluta (Ruiz & Pav.) I. M. Johnst.
- Hackelia setosa (Piper) I. M. Johnst.
- Hackelia sharsmithii I. M. Johnst.
- Hackelia skutchii I. M. Johnst.
- Hackelia stewartii I. M. Johnst.
- Hackelia stricta I. M. Johnst.
- Hackelia taylorii Harrod, Malmquist & R.L.Carr
- Hackelia uncinatum (Benth.) C. E. C. Fischer
- Hackelia ursina (Greene ex Gray) I. M. Johnst.
- Hackelia velutina (Piper) I. M. Johnst.
- Hackelia venusta (Piper) St. John
- Hackelia virginiana (L.) I. M. Johnst.

Selon ITIS (15 août 2017) :
- Hackelia amethystina J.T. Howell
- Hackelia bella (J.F. Macbr.) I.M. Johnst.
- Hackelia besseyi (Rydb.) J.L. Gentry
- Hackelia brevicula (Jeps.) J.L. Gentry
- Hackelia californica (A. Gray) I.M. Johnst.
- Hackelia ciliata (Douglas ex Lehm.) I.M. Johnst.
- Hackelia cinerea (Piper) I.M. Johnst.
- Hackelia cronquistii J.L. Gentry
- Hackelia cusickii (Piper) Brand
- Hackelia davisii Cronquist
- Hackelia deflexa (Wahlenb.) Opiz
- Hackelia diffusa (Lehm.) I.M. Johnst.
- Hackelia floribunda (Lehm.) I.M. Johnst.
- Hackelia gracilenta (Eastw.) I.M. Johnst.
- Hackelia hirsuta (Wooton & Standl.) I.M. Johnst.
- Hackelia hispida (A. Gray) I.M. Johnst.
- Hackelia ibapensis L.M. Shultz & J.S. Shultz
- Hackelia micrantha (Eastw.) J.L. Gentry
- Hackelia mundula (Jeps.) Ferris
- Hackelia nervosa (Kellogg) I.M. Johnst.
- Hackelia ophiobia R.L. Carr
- Hackelia patens (Nutt.) I.M. Johnst.
- Hackelia pinetorum (Greene ex A. Gray) I.M. Johnst.
- Hackelia setosa (Piper) I.M. Johnst.
- Hackelia sharsmithii I.M. Johnst.
- Hackelia ursina (Greene ex A. Gray) I.M. Johnst.
- Hackelia velutina (Piper) I.M. Johnst.
- Hackelia venusta (Piper) H. St. John
- Hackelia virginiana (L.) I.M. Johnst.

Selon NCBI (15 août 2017) :
- Hackelia andicola
- Hackelia bella
- Hackelia deflexa
- Hackelia diffusa
- Hackelia floribunda
- Hackelia micrantha
- Hackelia revoluta
- Hackelia sharsmithii
- Hackelia thymifolia
- Hackelia velutina
- Hackelia virginiana

Selon The Plant List (15 août 2017) :
- Hackelia amethystina J.T. Howell
- Hackelia andicola (Krause) Brand
- Hackelia arida (Piper) I.M. Johnst.
- Hackelia bella (J.F. Macbr.) I.M. Johnst.
- Hackelia besseyi (Rydb.) J.L. Gentry
- Hackelia brachytuba (Diels) I.M.Johnst.
- Hackelia brevicula (Jeps.) J.L. Gentry
- Hackelia californica (A. Gray) I.M. Johnst.
- Hackelia ciliata (Douglas ex Lehm.) I.M.Johnst.
- Hackelia cinerea (Piper) I.M. Johnst.
- Hackelia coerulescens (Rydb.) Brand
- Hackelia cronquistii J.L. Gentry
- Hackelia cusickii (Piper) Brand
- Hackelia davisii Cronquist
- Hackelia deflexa Opiz
- Hackelia difformis (Y.S.Lian & J.Q.Wang) Riedl
- Hackelia diffusa (Douglas ex Lehm.) I.M.Johnst.
- Hackelia floribunda (Lehm.) I.M. Johnst.
- Hackelia gracilenta (Eastw.) I.M. Johnst.
- Hackelia grisea (Wooton & Standl.) I.M. Johnst.
- Hackelia hendersonii (Piper) Brand
- Hackelia hirsuta (Wooton & Standl.) I.M. Johnst.
- Hackelia hispida (A. Gray) I.M. Johnst.
- Hackelia ibapensis L.M. Shultz & J.S. Shultz
- Hackelia jessicae (E.A. McGregor) Brand
- Hackelia leonotis I.M. Johnst.
- Hackelia leptophylla (Rydb.) I.M. Johnst.
- Hackelia leucantha (Greene) Brand
- Hackelia longituba I.M. Johnst.
- Hackelia macrophylla I.M. Johnst.
- Hackelia mexicana (Schltdl. & Cham.) I.M.Johnst.
- Hackelia micrantha (Eastw.) J.L. Gentry
- Hackelia mundula (Jeps.) R.S. Ferris
- Hackelia nervosa (Kellogg) I.M. Johnst.
- Hackelia ophiobia R.L. Carr
- Hackelia parviflora (Krause) Brand
- Hackelia patens (Nutt.) I.M. Johnst.
- Hackelia pinetorum (Greene ex A. Gray) I.M. Johnst.
- Hackelia rattanii (Brand) Brand
- Hackelia revoluta (Ruiz & Pav.) I.M. Johnst.
- Hackelia saxatilis (Piper) Brand
- Hackelia scaberrima (Piper) Brand
- Hackelia setosa (Piper) I.M. Johnst.
- Hackelia sharsmithii I.M. Johnst.
- Hackelia skutchii I.M. Johnst.
- Hackelia uncinata (Benth.) C.E.C.Fisch.
- Hackelia ursina (A. Gray) I.M. Johnst.
- Hackelia velutina (Piper) I.M. Johnst.
- Hackelia venusta (Piper) H. St. John
- Hackelia virginiana (L.) I.M. Johnst.

Selon Tropicos (15 août 2017) (Attention liste brute contenant possiblement des synonymes) :
- Hackelia americana (A. Gray) Fernald
- Hackelia amethystina J.T. Howell
- Hackelia andicola (Krause) Brand
- Hackelia arida (Piper) I.M. Johnst.
- Hackelia bella (J.F. Macbr.) I.M. Johnst.
- Hackelia besseyi (Rydb.) J.L. Gentry
- Hackelia brachytuba (Diels) I.M. Johnst.
- Hackelia brevicula (Jeps.) J.L. Gentry
- Hackelia californica (A. Gray) I.M. Johnst.
- Hackelia ciliata (Douglas ex Lehm.) I.M. Johnst.
- Hackelia cinerea (Piper) I.M. Johnst.
- Hackelia coerulescens (Rydb.) Brand
- Hackelia costaricensis (Brand) I.M. Johnst.
- Hackelia cottonii (Piper) Brand
- Hackelia cronquistii J.L. Gentry
- Hackelia cusickii (Piper) Brand
- Hackelia davisii Cronquist
- Hackelia deflexa Opiz
- Hackelia dielsii (Brand) I.M. Johnst.
- Hackelia difformis (Y.S. Lian & J.Q. Wang) Riedl
- Hackelia diffusa (Lehm.) I.M. Johnst.
- Hackelia eastwoodiae I.M. Johnst.
- Hackelia echinocarya I.M. Johnst.
- Hackelia elegans Brand
- Hackelia floribunda (Lehm.) I.M. Johnst.
- Hackelia glochidiata (A. DC.) Brand
- Hackelia gracilenta (Eastw.) I.M. Johnst.
- Hackelia grisea (Wooton & Standl.) I.M. Johnst.
- Hackelia guatemalensis (Brand) Brand
- Hackelia heliocarpa (Brand) Brand
- Hackelia hendersonii (Piper) Brand
- Hackelia hintoniorum (B.L. Turner) Sutorý
- Hackelia hirsuta (Wooton & Standl.) I.M. Johnst.
- Hackelia hispida (A. Gray) I.M. Johnst.
- Hackelia ibapensis L.M. Shultz & J.S. Shultz
- Hackelia jessicae (E.A. McGregor) Brand
- Hackelia leonotis I.M. Johnst.
- Hackelia leptophylla (Rydb.) I.M. Johnst.
- Hackelia leucantha (Greene) Brand
- Hackelia longituba I.M. Johnst.
- Hackelia macrophylla I.M. Johnst.
- Hackelia mexicana (Schltdl. & Cham.) I.M. Johnst.
- Hackelia micrantha (Eastw.) J.L. Gentry
- Hackelia minima Brand
- Hackelia mundula (Jeps.) Ferris
- Hackelia murgabica Czukav.
- Hackelia nelsonii Brand
- Hackelia nervosa (Kellogg) I.M. Johnst.
- Hackelia ophiobia R.L. Carr
- Hackelia pamirica (B. Fedtsch.) Brand
- Hackelia parviflora (Krause) Brand
- Hackelia patens (Nutt.) I.M. Johnst.
- Hackelia pinetorum (Greene ex A. Gray) I.M. Johnst.
- Hackelia popovii Czukav.
- Hackelia rattanii (Brand) Brand
- Hackelia revoluta (Ruiz & Pav.) I.M. Johnst.
- Hackelia roylei (Wall. ex G. Don) I.M. Johnst.
- Hackelia saxatilis (Piper) Brand
- Hackelia scaberrima (Piper) Brand
- Hackelia setosa (Piper) I.M. Johnst.
- Hackelia sharsmithii I.M. Johnst.
- Hackelia skutchii I.M. Johnst.
- Hackelia stewartii I.M. Johnst.
- Hackelia stricta I.M. Johnst.
- Hackelia taylorii Harrod, Malmquist & R.L. Carr
- Hackelia thymifolia (A. DC.) I.M. Johnst.
- Hackelia uncinata (Benth.) C.E.C. Fisch.
- Hackelia ursina (Greene ex A. Gray) I.M. Johnst.
- Hackelia velutina (Piper) I.M. Johnst.
- Hackelia venusta (Piper) H. St. John
- Hackelia virginiana (L.) I.M. Johnst.